# Grand Prix de Wallonie 2017
Il Grand Prix de Wallonie 2017, cinquantottesima edizione della corsa e valevole come evento dell'UCI Europe Tour 2017 categoria 1.1, si svolse il 13 settembre 2017 su un percorso di 212,1 km, con partenza da Chaudfontaine e arrivo a Namur, in Belgio. La vittoria fu appannaggio del belga Tim Wellens, che completò il percorso in 5h26'00", alla media di 39,037 km/h, precedendo i francesi Tony Gallopin e Julien Simon.
Sul traguardo di Namur 116 ciclisti, su 153 partiti da Chaudfontaine, portarono a termine la competizione.

## Squadre e corridori partecipanti
| N.    | Cod. | Squadra                     |
| ----- | ---- | --------------------------- |
| 1-8   | LTS  | Lotto Soudal                |
| 11-18 | ALM  | AG2R La Mondiale            |
| 21-28 | BMC  | BMC Racing Team             |
| 31-38 | FDJ  | FDJ                         |
| 41-48 | QST  | Quick-Step Floors           |
| 51-58 | TLJ  | Team Lotto NL-Jumbo         |
| 61-68 | COF  | Cofidis, Solutions Crédits  |
| 71-78 | TFO  | Fortuneo-Oscaro             |
| 81-88 | RNL  | Roompot-Nederlandse Loterij |
| 91-98 | SVB  | Sport Vlaanderen-Baloise    |

| N.      | Cod. | Squadra                          |
| ------- | ---- | -------------------------------- |
| 101-108 | VWC  | Veranda's Willems-Crelan         |
| 111-118 | WGG  | Wanty-Groupe Gobert              |
| 121-128 | WVA  | WB Veranclassic Aquality Protect |
| 131-138 | AAS  | AGO-Aqua Service                 |
| 141-148 | ADT  | Armée de Terre                   |
| 151-158 | CIB  | Cibel-Cebon                      |
| 161-168 | RLM  | Roubaix-Lille Métropole          |
| 171-178 | PCW  | T.Palm Pôle Continental Wallon   |
| 181-188 | TIS  | Tarteletto-Isorex                |
| 191-198 | BEL  | Belgio                           |

## Ordine d'arrivo (Top 10)
| Pos. | Corridore          | Squadra    | Tempo    |
| ---- | ------------------ | ---------- | -------- |
| 1    | Tim Wellens        | Lotto      | 5h26'00" |
| 2    | Tony Gallopin      | Lotto      | a 1'22"  |
| 3    | Julien Simon       | Cofidis    | a 1'23"  |
| 4    | Tiesj Benoot       | Lotto      | s.t.     |
| 5    | Jan Bakelants      | AG2R       | a 1'25"  |
| 6    | Dylan Teuns        | BMC        | a 1'28"  |
| 7    | Jelle Vanendert    | Lotto      | a 1'37"  |
| 8    | Gianluca Brambilla | Quick-Step | s.t.     |
| 9    | Bjorg Lambrecht    | Belgio     | s.t.     |
| 10   | Loïc Vliegen       | BMC        | s.t.     |